# André Vinas
 (juillet 2014).
André Vinas, né le 27 juillet 1925 à Alès (Gard) et mort le 8 mars 2017 à Perpignan (Pyrénées-Orientales), est un écrivain français contemporain.

## Biographie
André Vinas a fait des études de lettres classiques (doctorat). Il habite dans les Pyrénées-Orientales depuis 1945.
Poète : Plages de temps, Égrenages ; essayiste : Armand Lanoux témoin d'Isis ; romancier : Le Crépuscule d'Avila, en collaboration  avec Anne Fouga, son épouse, qui a travaillé très longtemps avec lui. Conférencier et auteur de très nombreux articles dans des revues : Reflets du Roussillon, Massana - Albera, et Conflents, notamment.
Il est particulièrement préoccupé par la défense de l'environnement et du patrimoine, ce qui lui a valu le trophée C.H.E.N.E. pour un essai Paysage vivant in Aspects du Roussillon (bulletin numéro 109 de la SASL des PO).
Il crée en 2000 à Argelès-sur-Mer, où il habite, le Festival du Livre de la Mer (en octobre à Port-Argelès).
André Vinas vivait à Taxo d'Avall, hameau d'Argelès-sur-Mer, où il meurt en 2017.

## Œuvres

### Poésie
- Quatre airs en l'air (1946);
- Les Châteaux de sable (Le Cendrier 1947) ;
- Le sens du jeu (Ressac, 1951) ;
- Serrabonne (1953);
- Plages du temps (Subervie collection du Miroir, 1982) ;
- Éclats (Feuilles du Mas Catherine, 1989 épuisé) ;
- Clarté de la parole in André Vinas, Pere Verdaguer (Éditions de l'Olivier, collection Classiques roussillonnais, 2002).

### Prose
- Armand Lanoux témoin d'Isis, essai (Hachette Littérature, 1981, épuisé, rééd. Grasset, 1985 ;
- Paul Pugnaud, essai, préface d'Armand Lanoux (Subervie collection Visages de ce temps, 1981) ;
- À la recherche d'étangs perdus, essai, photographies de Didier Leclerc (L'envol, 1994) ;
- Le Crépuscule d'Avila, roman en collaboration avec Anne Fouga, sa femme (collaboration de 1945 à 2009, où elle est décédée) (le Trabucaire, 1998) ;
- Paysage vivant in Aspects du Roussillon (Bulletin du numéro 109 de la SASL des PO, 2002).
- Au pays des miroirs essai (Société agricole, scientifique et littéraire des Pyrénées-Orientales, 2011).

### Traduction
- Paraula fonda, poème de Jordi Pere Cerdà, Éditions de l'Olivier, 1997 ;
- Suite Cerdana, poèmes de Jordi Pere Cerdà, introduction de Pere Verdaguer, Éditions de l'Olivier, 2000 ;
- Cimetière de Port Louis...et un miroir brisé de Jep Gouzy, Éditions de l'Olivier, 2000 ;
- En chantant, autobiographie de Teresa Rebull, édition Balzac, 2004.

### Préface et commentaire
- Délices à fleur de rêve. Poèmes 2010-2011, Martine Biard, éditions Edilivre, 2012.  (ISBN 978-2-332-49837-3)
- Les Trobairitz. Femmes poètes du Sud au XXIe siècle. Entretiens et choix de textes, Martine Biard. Éditions Mille poètes en Méditerranée, 2013.  (ISBN 978-2-918381-67-9)